# 內壢
24°58′30.20″N 121°15′18.06″E / 24.9750556°N 121.2550167°E
內壢，是臺灣桃園市中壢區的一個地名，位於該區東北部。北、東兩面與蘆竹區、桃園區、八德區相鄰，範圍約包含成功、福德、中原、忠孝、復興、復華、興華、文化、和平、內壢、內定、莊敬、中正、中山、中興、興仁、篤行、自治、自立、自強、自信共21里，至2021年8月底，計有519鄰、41,515戶、人口112,845人，人口密度為9,319.87/平方公里。
2019年5月30日，桃園市長鄭文燦指示民政局專案評估內壢獨立成為一個市轄區。

## 歷史沿革

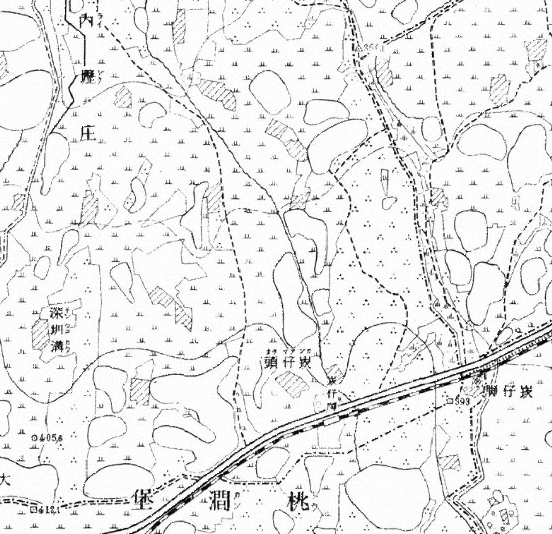
1904年臺灣堡圖 內壢庄與火車站一帶

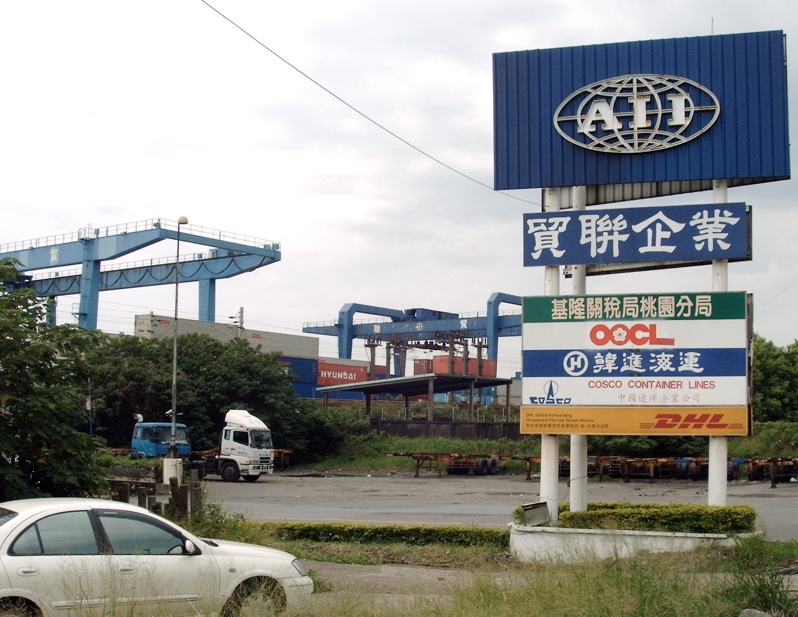
內壢貿聯倉儲公司，日治時期為警所

內壢原是溪名，地名最早出現於1871年陳培桂淡水廳志中，稱為「內壢溪庄」，又有稱「內澗仔壢」。中壢的舊名為「澗仔壢」改稱中壢後，「內澗仔壢」也省稱為內壢。
清治時代的交通要道「大官道」經過內壢，而「內港道」也由內壢經八德往大漢溪，許多旅客在此用飯歇腳，以致鴻撫宮俗稱為「飯店廟」（位於元智大學旁鴻撫路尾）。
日治時期曾在今貿聯公司之位置設置警所，並設有內壢庄，包括現今內壢前站地區：成功、福德、中原、忠孝、復興、興華、 復華、文化、和平、內壢、內定等里 。1920年，內壢庄改為內壢，成為中壢庄管轄的大字。戰後，改為內壢里，之後再細分為上述各里。

## 聚落
本地區發展較早的聚落有內壢、深圳溝、深圳陂、大陂、七佃大陂、深圳、黃枝仔溪、黃墘溪、崙仔頭、崁仔頭、崁仔腳等，在日治時期初期的官方地圖上已有記載。此外，本地區尚有坑缺、圓湖、邱厝、游厝、蕭厝、上內壢、下內壢等聚落。

## 地理人文

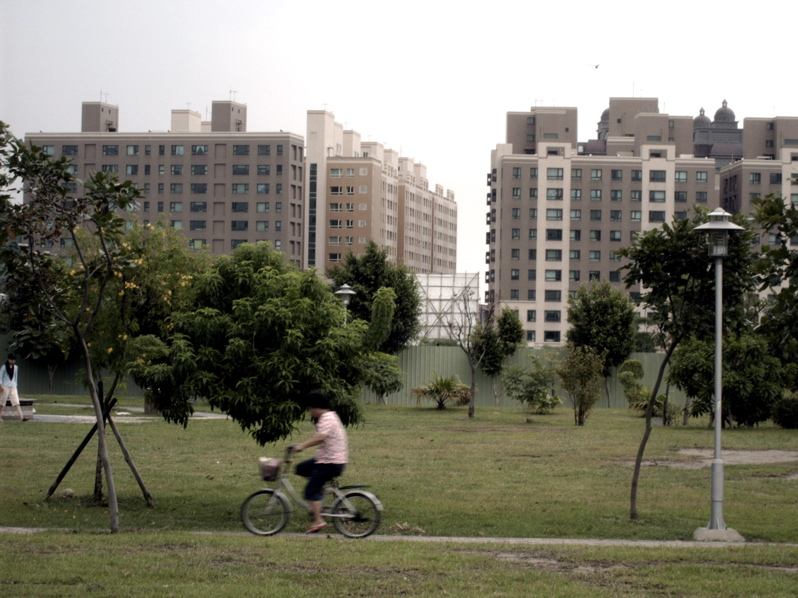
元生紡織廠土地變更後成為新興社區，公園較多

內壢習慣上以鐵路分成前、後站地區，前站為狹義的內壢地區，開發較早，重要機關與商業服務多位於此區；1995年元生紡織廠都市計畫變更後，提供廣大面積的住宅區、公園，促進此區的景觀與環境，並於2001年設立元生國小。後站地區早期有多個眷村聚落，外省色彩濃厚，至20世紀末隨著環中東路的拓寬與元智大學的設立，加上由眷村改建的大型國宅社區，使得後站地區有著與過去不同的風貌。
內壢地區位於以客家族群為主的南桃園與閩南族群為主的北桃園之間，居民組成多元，另有工業區移入人口、眷村居民、大學生。
- 中壢工業區移入人口：內壢工業區於民國58年開發完成，後來擴建改稱中壢工業區，吸引就業人口來此居住，方便就業。
- 眷村居民：後站地區有多個由舊眷村改建的大型國宅，其中自立新村居民約2000多戶，多為外省籍老先生、老太太。
- 大學生：元智大學學生就地租屋。

## 交通

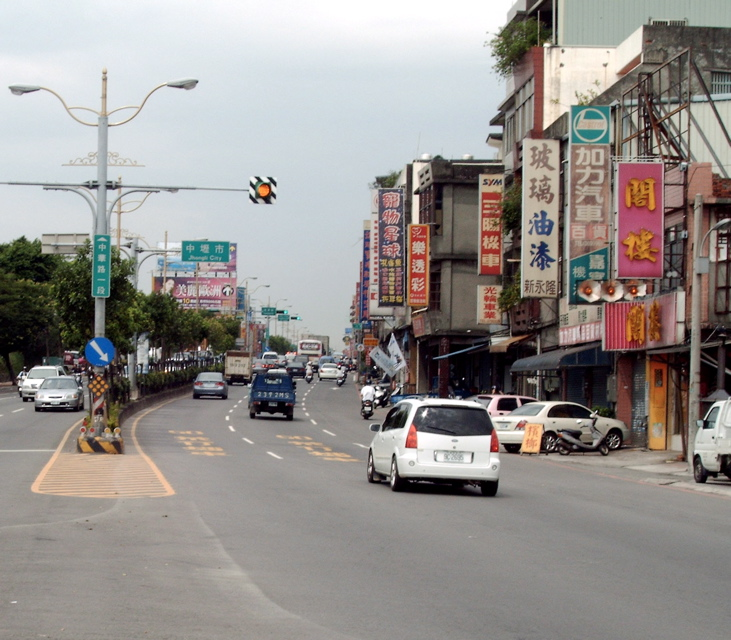
在臺一線中華路桃園往內壢的方向，可見到約10公尺的上坡，內壢火車站在坡頂的位址，雖然舊名為崁子腳站，其實位於崁子頭。

### 公路
- 國道
  - 中山高速公路57 內壢
- 聯外公路
  - 臺一線中華路
  - 縣道110甲中園路
  - 文化路、合圳北路
  - 榮民路、環中東路
  - 文中路

### 鐵路
- 臺灣鐵路公司縱貫線
  - 內壢車站

### 公車
| |                                |  |
| - 市區公車 - 1路：中壢－內壢－桃園 - 1A：中壢－內壢－桃園（經中壢高中） - 116路：中壢－自立新村 - 122路：中壢－鄉界 - 135路：中壢－內壢高中 - 155路：中壢－元智大學（先經興仁路） - 156路：中壢－元智大學（先經環中東路） - 167路：中壢－篤行六村－中壢工業區 - 168路：內壢復興宮－桃園後火車站 - 168A：內壢復興宮－桃園後火車站（經龜山工業區） - 169A：中壢－華勛社區－內壢 - 208路：捷運高鐵桃園站－內壢－八德 - 208A：捷運高鐵桃園站－內壢－八德（經大湳） - 229、230路: 外環紅藍線 - 231、232路 :內壢龍岡綠棕線 - 301路：龜山－楊梅 - 601路：內壢－捷運迴龍站 | - 免費公車 - L209 內定青埔灰線 |  |

## 文化休閒
圖書館
- 桃園市立圖書館內壢分館
- 桃園市立圖書館自強分館

公園
- 中山公園、吉林公園、三角公園、文化公園、復興公園、常樂公園、甲蟲兒童公園、忠孝公園、元生公園、星河親子公園、成功公園、中鑄公園、自強公園、夢幻公園、篤行公園、興仁親子公園
- 桃園市區域垃圾焚化廠回饋設施活動中心 （页面存档备份，存于）

步道
- 桃園大圳步道
- 內壢忠孝自行車步道
- 內壢分渠-景觀步道

## 經濟
金融機構

包括有臺灣銀行、中華郵政、第一銀行、臺灣企銀、土地銀行、台中銀行、彰化銀行、渣打國際商業銀行、中國信託商業銀行、聯邦商業銀行、永豐銀行、華南銀行等。
購物商場
- 大江國際購物中心（位於內定里下內壢）
- 家樂福（內壢店）
- 宜得利家居（中壢店）

市場市集
- 全聯福利中心、家樂福超市、美廉社、家樂福便利購、自由聯盟生鮮超市
- 內壢菜市場、忠孝黃昏市場、環中黃昏市場
- 內壢夜市（忠孝路商圈）

生活百貨
- 寶雅生活館
- 小北百貨
- 寶家五金百貨
- UNIQLO 中壢中華路店
- 全國電子
- 燦坤3C

傳統工藝店家
- 內壢鐵鎚工具行

醫院
- 中壢長榮醫院 （页面存档备份，存于）

## 美食

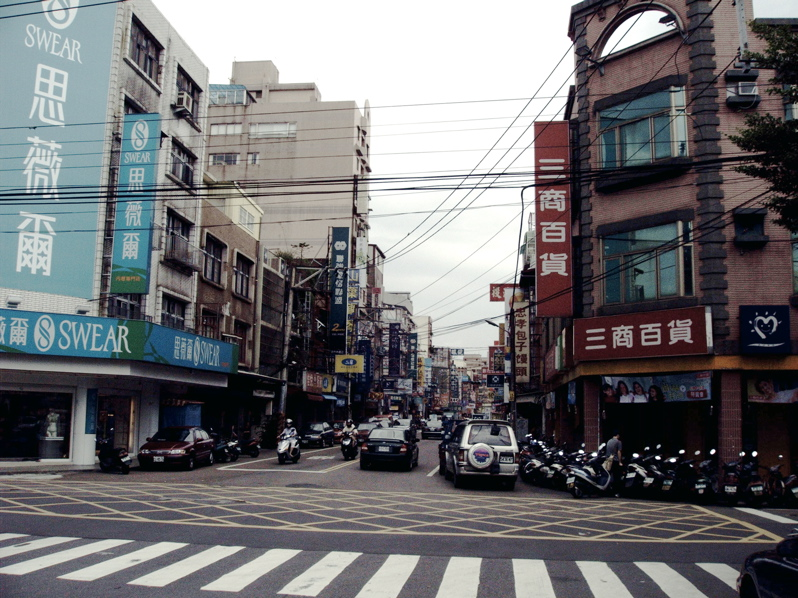
位於內壢火車站前方、商店、銀行等較多，早年禮拜六晚上夜市人潮洶湧。但後期，隨著星期六夜市被迫搬遷、結束，已無過去的熱鬧與人潮

最熱鬧的街道位於內壢火車站前方，商店、銀行等較多，過去禮拜六晚上夜市人潮洶湧，形成元智學生生活圈。但現在熱鬧的盛況已不及以往。自立新村旁則有不少外省美食，有北方麵食、江浙美食等等。

## 教育

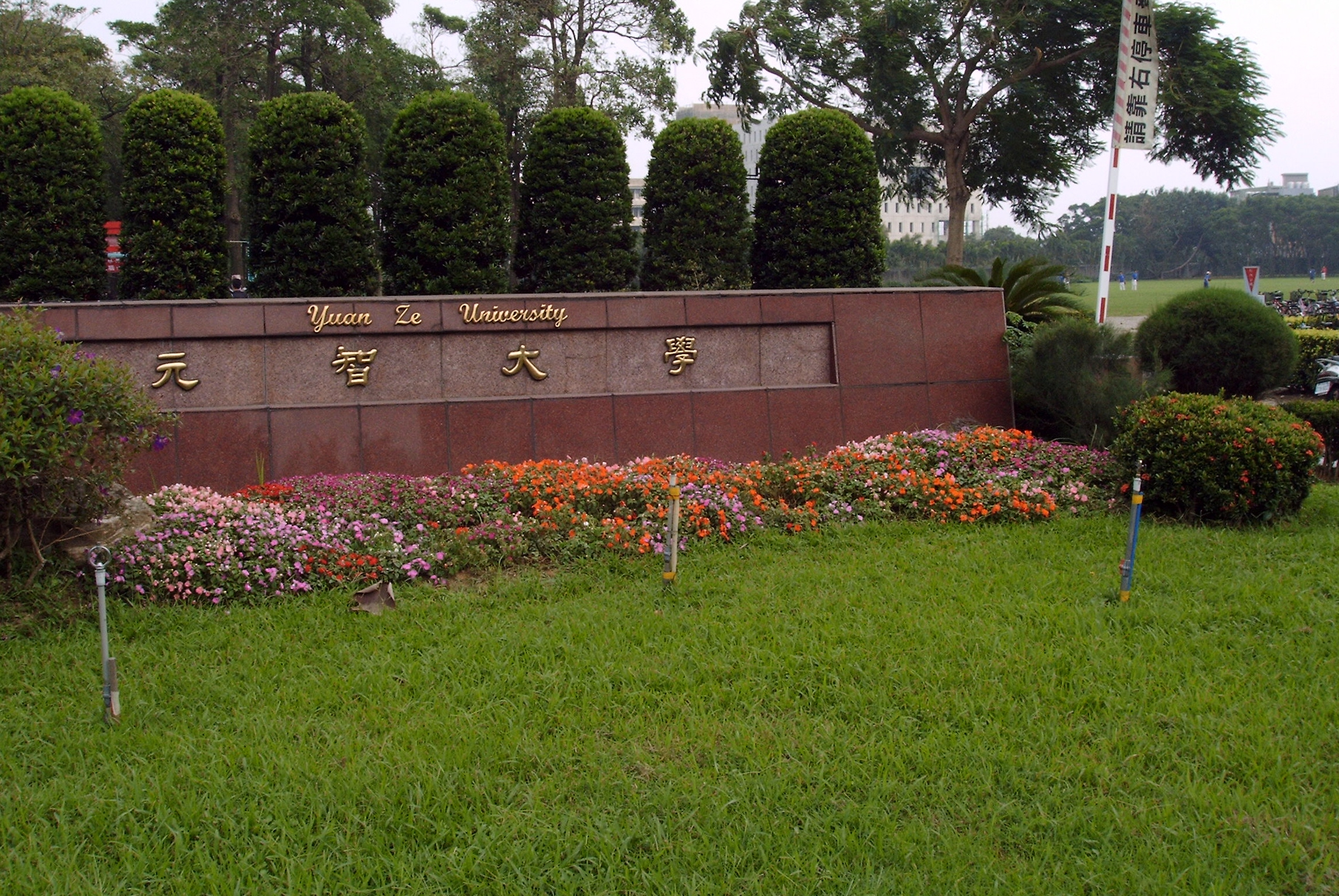
元智大學校門

### 大學
- 元智大學

### 高級中等學校
- 桃園市立內壢高級中等學校
- 桃園市私立有得實驗高級中學

### 國民中學
- 桃園市立內壢國民中學
- 桃園市立自強國民中學
- 桃園市私立有得雙語中小學國中部

### 國民小學

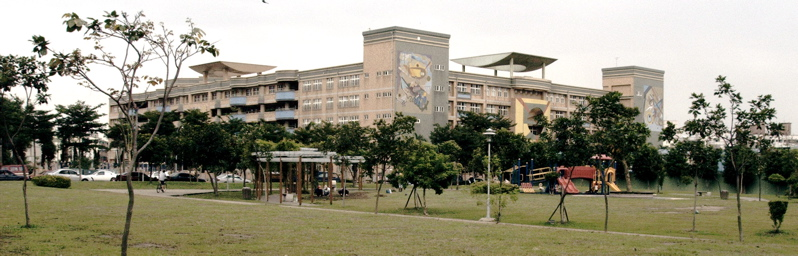
元生國小為重劃區內新設小學

- 桃園市中壢區內壢國民小學（页面存档备份，存于）
- 桃園市中壢區內定國民小學（页面存档备份，存于）
- 桃園市中壢區中正國民小學（页面存档备份，存于）
- 桃園市中壢區自立國民小學
- 桃園市中壢區興仁國民小學（页面存档备份，存于）
- 桃園市中壢區元生國民小學（页面存档备份，存于）
- 桃園市私立有得雙語中小學國小部

## 政府機關

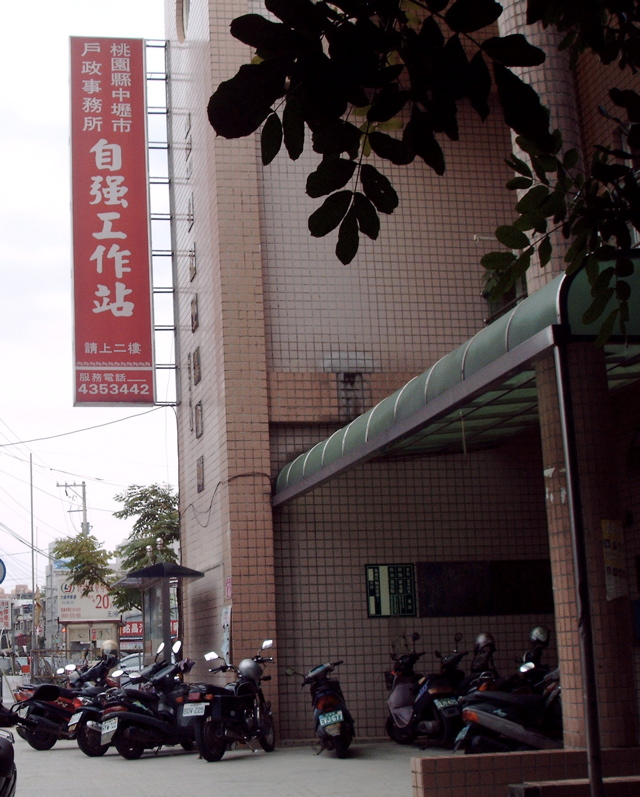
中壢區戶政、地政事務所自強聯合工作站位於自強里集會所，方便居民就近辦理

- 中壢區戶政、地政事務所自強聯合工作站
- 桃園市政府警察局中壢分局
  - 內壢派出所
  - 文化派出所
  - 自強派出所
- 桃園市政府消防局
  - 內壢分隊

## 宗教信仰

### 佛教
- 圓覺精舍：位於光華二街1號
- 妙音寺：合圳北路2段470號
- 慈善寺：位於成功路122巷82號

### 道教與臺灣民間信仰
內壢寺廟多位於T字路口（路沖），以土地公廟為數最多。
- 紫竹林觀音寺：位於吉林路125號。供奉主神：千手觀世音菩薩。
- 內壢保安宮：位於文化路61號。供奉主神：北極玄天上帝。
- 福海宮：位於福德路38號。供奉主神：天上聖母。
- 聖福宮：位於忠孝路401之1號。供奉主神：福德正神。
- 福安宮：位於成章一街、福德路口
- 復興宮：位於文化二路、元生三街口。供奉主神：福德正神。
- 福元宮：位於成章一街。供奉主神：福德正神。

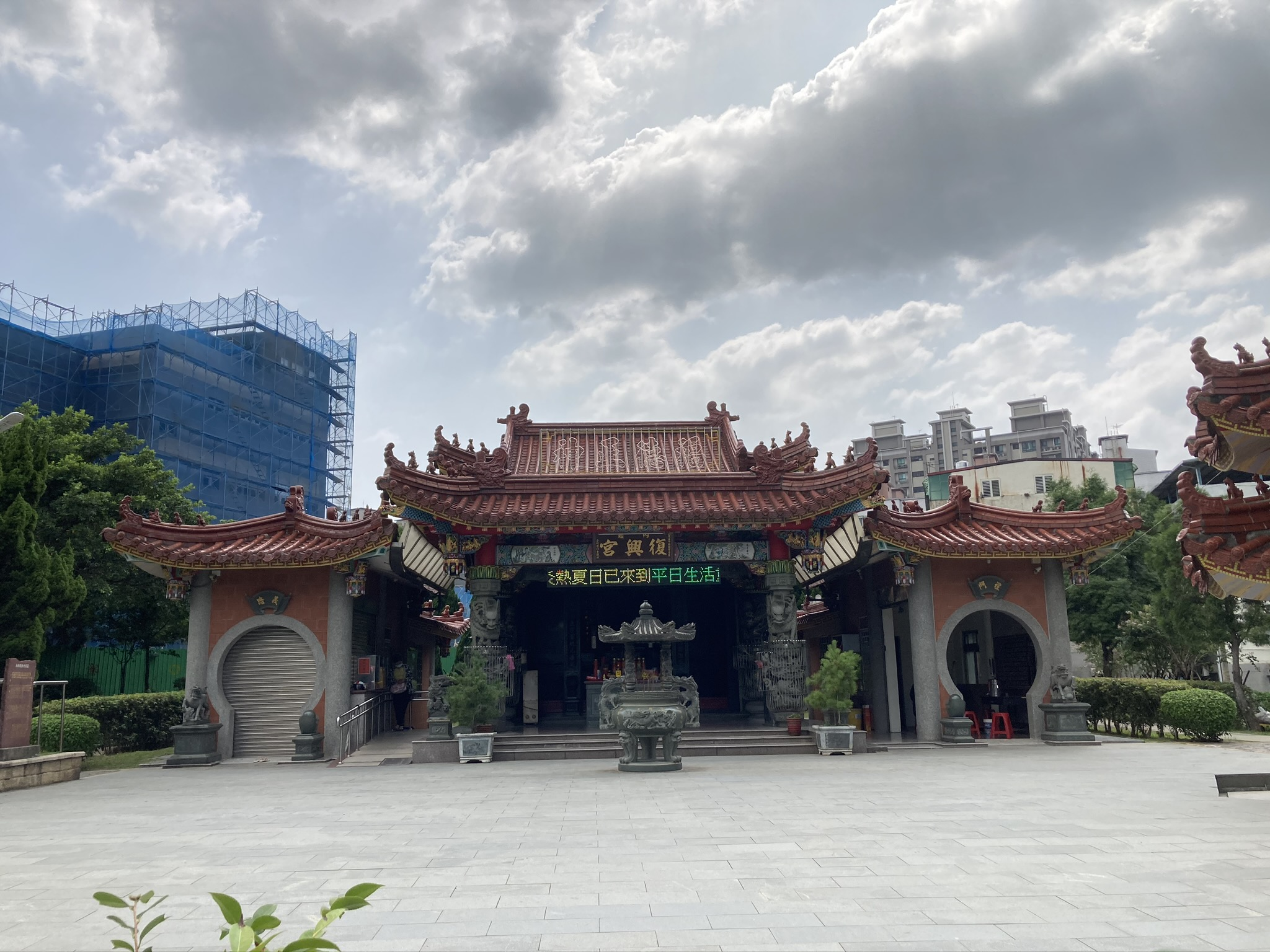
內壢復興宮
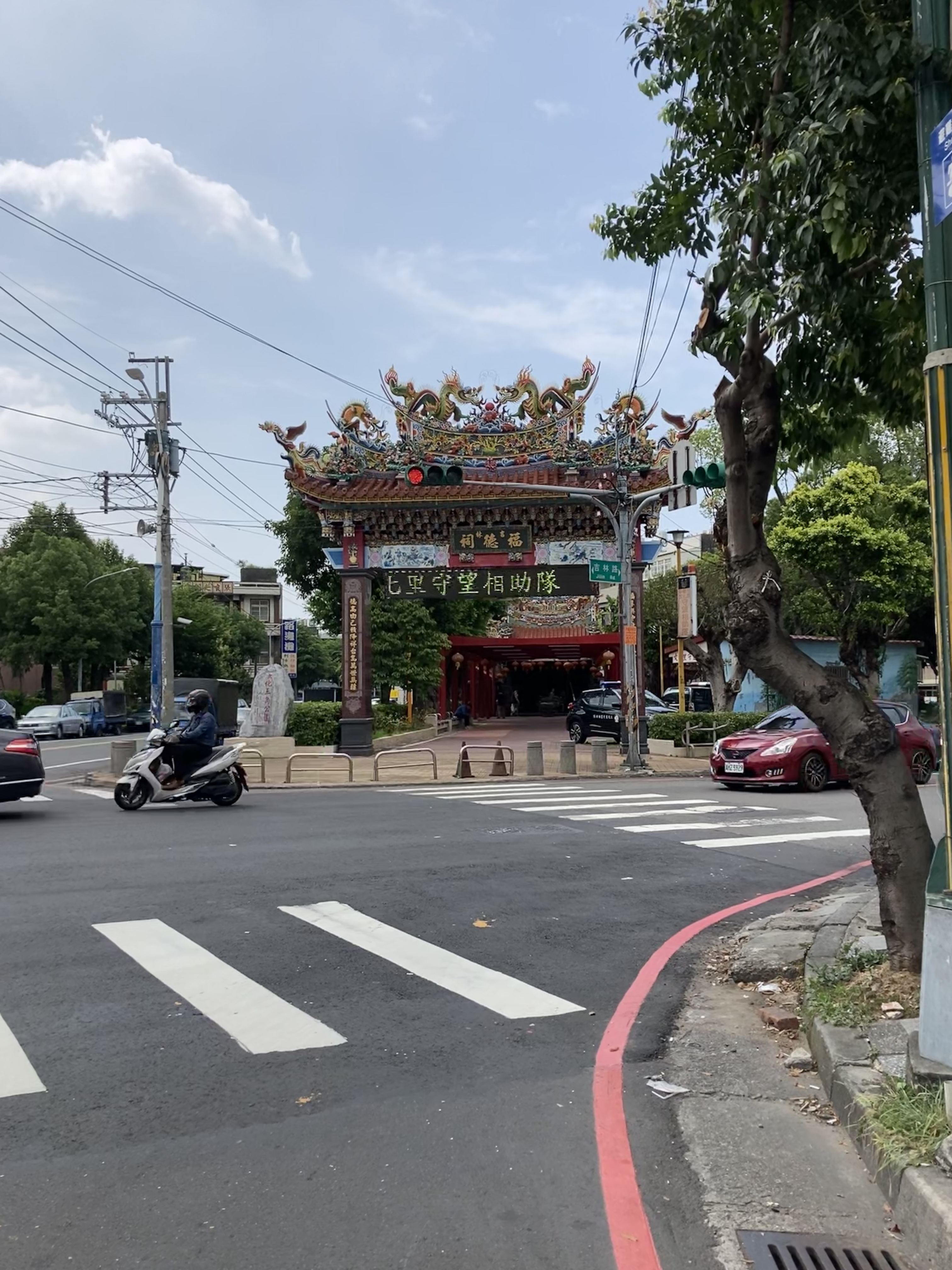
吉林福德祠

後站
- 紅坡福德祠：位於永強街。供奉福德正神、觀音菩薩、媽祖
- 義興宮

### 基督教
教會有辦一些活動，如吉他教學、書法等。
- 內壢榮美崇真堂位於環中東路上 自立電腦後方

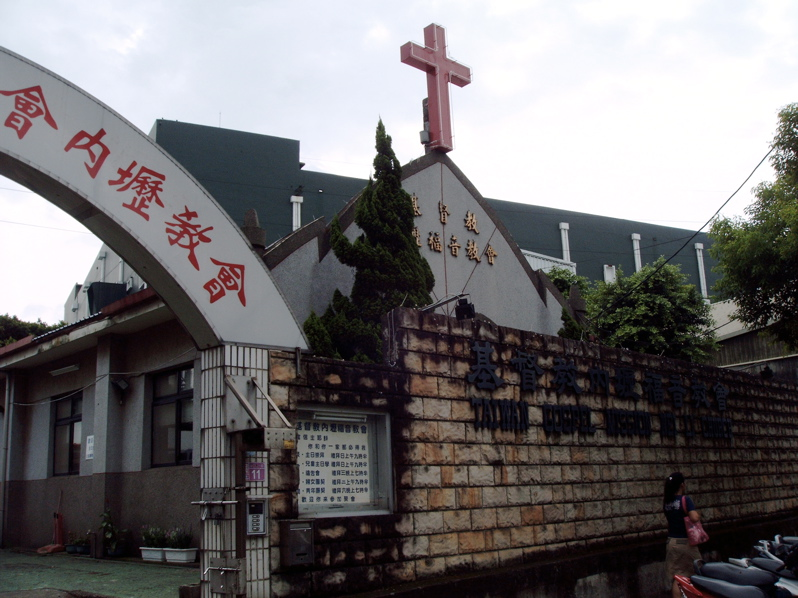
基督教台灣福音會內壢教會

- 基督教臺灣福音會內壢教會：位於興仁路一段，平交道旁
- 內壢得勝靈糧堂
- 臺灣基督長老教會內壢教會 （页面存档备份，存于）
- 桃園市召會五會所(內壢會所)：位於成功路103號，鄰近內壢國小校園

#### 天主教
內壢聖安多尼堂